# Manuel Adelino Nunes de Sousa
Manuel Adelino Nunes de Sousa ComTE • GOA (? - 5 de Março de 1925) foi um militar português.

## Biografia
Sendo à data do nascimento de sua filha Comandante da Brigada Naval do Corpo de Marinheiros em Alcântara, foi Capitão-Tenente, mandado passar à situação de comissão nas Colónias, em serviço dos navios da Marinha Colonial a 7 de Dezembro de 1912, e Capitão de Mar e Guerra, tendo lutado na Primeira Guerra Mundial.

### Condecorações
Grande-Oficial da Ordem Militar de Avis a 11 de Março de 1919 e Comendador da Ordem Militar da Torre e Espada, do Valor, Lealdade e Mérito a 19 de Outubro de 1920.

## Casamento e descendência
Casou em Lisboa, Santa Catarina, a 3 de Março de 1892 com Olímpia do Nascimento de Abreu, de quem teve uma filha, Olímpia Ema de Abreu Nunes de Sousa (Lisboa, Santa Isabel, a 31 de Outubro de 1897) casada em Lisboa, Santa Maria de Belém, a 5 de Junho de 1928 com José Rodrigo Dias Sanches, de quem foi primeira mulher, sem geração.